# Verpeln
Die Verpeln (Verpa) sind eine Gattung der Schlauchpilze.

## Merkmale
Die Fruchtkörper der Verpeln sind langstielige, hohle Apothecien, deren Kopfteil glatt oder hirnartig sein kann. Im Gegensatz zu den verwandten Morcheln besitzen die Verpeln keine sterilen Rippen. Der Kopfteil ist nur an der Stielspitze angeheftet und hängt am Rand frei herab. Der teilweise hohle Stiel ist wattig ausgefüllt. Die Asci enthalten je nach Art zwei bis acht Sporen, diese sind etwa 20 bis 25 µm lang, glatt, breitellipsoid und besitzen kleine Granulen (Körnchen) an den Spitzen.

## Ökologie
Die Verpeln sind saprophytische Bodenbewohner, die in Gebüschen und auf Wiesen vorkommen.

## Arten (Auswahl)
Die Gattung enthält je nach Auffassung 2 bis 5 Arten
- Runzelverpel oder Böhmische Verpel (Verpa bohemica)
- Fingerhut-Verpel (Verpa conica)

## Name
Der Name der Gattung ist abgeleitet von lateinisch verpa für männliches Glied und nimmt auf die Gestalt der Fruchtkörper Bezug.